# Henrik Poppius
Henrik Gabriel Poppius, född den 5 april 1954 i Sankt Göran, Stockholm, är en svensk civilingenjör, managementkonsult, författare och seglare.
Poppius är son till Hans Poppius och Ulla Poppius, född Leander. Han tog studentexamen i Stockholm 1974, var gruppbefäl på Kustjägarskolan 1974–1975 och blev civilingenjör vid Kungliga Tekniska högskolan 1979.
Poppius var anställd som projektledare vid Scandiaconsult 1979–1985, dotterbolags-VD inom Sweco-koncernen 1985–1988 och managementkonsult vid Indevo 1988–1996. Han anställdes som strategi- och managementkonsult vid Capgemini Invent 1997, utnämndes till Vice President 2001, befordrades till Executive Vice President 2014 och ingick i den svenska ledningsgruppen fram till 2022.
Poppius är författare till biografin Olle Engkvist – folkhemmets storbyggmästare.
Poppius har seglat IC-kanot för Strandlidens BK. Han tog en silvermedalj vid svenska mästerskapen 1976, en femteplats vid SM 1977 och blev distriktsmästare i Stockholm 1978. Internationellt tog han bland annat en bronsmedalj 1977 vid internationella kappseglingar på Dümmersee i Västtyskland och en åttonde plats på världsmästerskapen 1978. På 1970-talet ingick han i det svenska landslaget för IC-kanotsegling.